# Pseudodysstroma
Pseudodysstroma là một chi bướm đêm thuộc họ Geometridae.